# مقاطعة هارالسون (جورجيا)
مقاطعة هارالسون (بالإنجليزية: Haralson County)‏ هي إحدى المقاطعات في ولاية جورجيا في الولايات المتحدة الأمريكية.

## أعلام
- هارولد لويد ميرفي